# 鄭錚
鄭 錚（てい そう、拼音：Zheng Zheng、ジェン・ジェン、1989年7月11日 - ）は、中華人民共和国・山東省済南市出身のサッカー選手。中国サッカー・スーパーリーグ・山東魯能所属。中国代表。ポジションはディフェンダー。　

## 所属クラブ
ユース経歴
- 1999年 - 2007年  山東魯能泰山足球倶楽部

プロ経歴
- 2008年 -  山東魯能泰山足球倶楽部

## タイトル

### クラブ
山東魯能
- 中国サッカー・スーパーリーグ：2回 (2008, 2010)
- 中国FAカップ：1回 (2014)
- 中国サッカー・スーパーカップ：1回 (2015)